# ارنست زاخارویچ

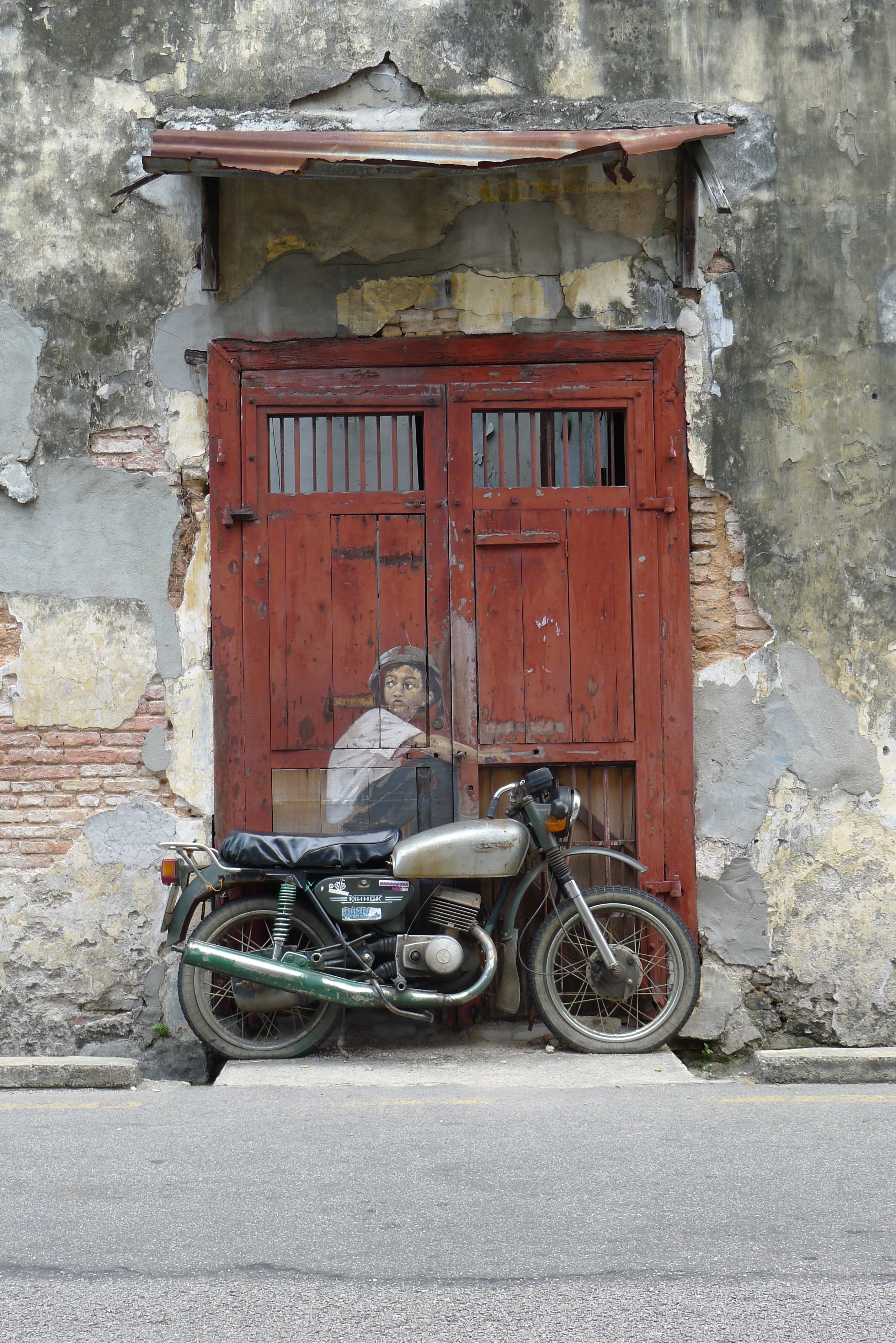
چیدمان خیابانی پسر موتور سوار اثری از ارنست زاخارویچ

ارنست زاخارویچ (متولد ۱۹۸۶ در لیتوانی) هنرمند معاصر فعالیت‌های هنری و هنر عمومی است که در پنانگ، مالزی مشغول به فعالیت بود.

## حرفه
زاخارویچ در سال ۲۰۱۲، بعد از اینکه شش نقاشی دیواری هنری به خاطر فستیوال جرج تاون در پنانگ، مالزی خلق کرد، در سطح جهان شناخته شد وفق اینکه بی‌بی‌سی آن را پاسخ مالزی به فعالیت‌های هنری بنکسی قلمداد کرد.

## تکنیک و سبک هنری
زاخارویچ از نقاشی رنگ روغن، چیدمان‌ها، مجسمه‌ها و شابلون و افشانه رنگ استفاده نمود تا گونه‌های هنری مرتبط با موضوعات فرهنگی را در درون فضای گالری و در آوردگاه هنر عمومی و دیوارها به وجود آورد. علاقه وی به نمونه‌های الهام بخش در محیط باز میان نقاشی دیواری و منظره شهری، همراه با موضوعاتی که ناشی از واکنش بدون برنامه‌ریزی قبلی نسبت به محیط اطراف است، در تعامل با یکدیگر قرار دارد.